# 葡翼龙属
葡翼龙屬是神龙翼龙超科翼龙已灭绝的一个属，来自约旦晚白垩世的穆瓦卡尔组。属下包括单一物种阿拉伯葡翼龙（I. alarabia），所知于部分骨骼。葡翼龙代表阿拉伯-非洲地区已知最完整的翼龙分类单元之一。

## 发现与命名

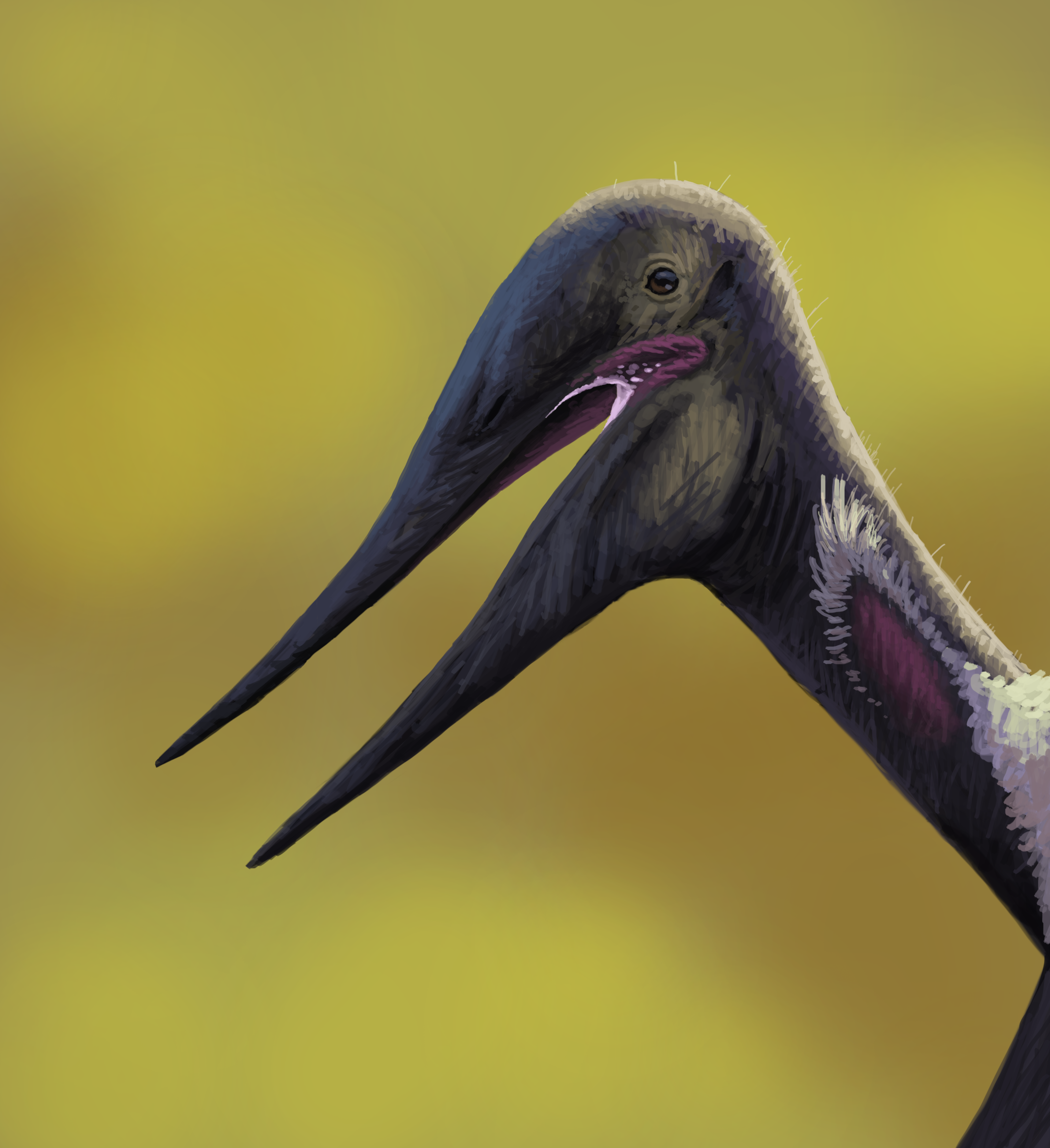
复原图

葡翼龙正模标本YUPC-INAB-6-001–010是在约旦鲁塞法附近一座代表穆瓦卡尔组马斯特里赫特阶最末期沉积物的磷矿（“伊纳布6号地”）中发现，由上下颚的大部分、四节部分颈椎、左肩胛乌喙骨和肱骨及大部分右前肢（包括肱骨、桡骨、第四掌骨及第一翼指骨）组成。正式描述之前，化石曾于2018年在一篇会议摘要上报道。
2024年，罗森巴赫等人根据该化石遗骸描述了神龙翼龙超科新属新种阿拉伯葡翼龙（Inabtanin alarabia）。属名Inabtanin取自模式产地附近一座明显呈葡萄色的小山——塔尔伊纳布山（阿拉伯语：‎，羅馬化：Tal Inab，意為“葡萄山”）及阿拉伯语中意为“龙”的“tanin”一词。此名亦取自英语单词“tannin”，该词源自法语“tanin”，与色彩相关。种名alarabia轉寫自阿拉伯語的 ‎（Al Arabia），即阿拉伯半岛。

## 描述

与人类的休型比较

从肩胛乌喙骨及附肢骨骺上的融合来看，葡翼龙正模标本应为一具成年个体。它是种较为大型的翼龙，翼展估计为5（16英尺）宽，稍大于劳氏风神翼龙正模标本。相比之下，发现于葡翼龙正模标本附近并归入神龙翼龙科阿氏翼龙的化石，则属于一只有着约10（33英尺）宽的较大翼展的动物。
从葡翼龙身上观察到的某些特征，如喙部无齿、体型巨大、肱骨形态及翼骨内部结构，均为神龙翼龙科分类单元通常具备的。然而颈椎并非很长，且颌骨无营养孔。这些特征与神龙翼龙超科的非神龙翼龙科成员更为相像，表明该属的演化位置较为原始。

## 古生物学
罗斯巴赫等人（2024年）使用CT扫描以观察呈三维状态保存的葡翼龙正模标本的骨骼内部结构。作者发现，葡翼龙显示出密集排列的十字形支架，与同时期阿氏翼龙肱骨内的螺旋状嵴相反。通过与现生鸟类进行比较，可推测这两种已灭绝翼龙分类单元的飞行模式。以翱翔能力闻名的兀鹰及海鸟，倾向于拥有类似阿氏翼龙的螺旋结构，表明阿氏翼龙亦主要以该方式飞行。葡翼龙骨骼更为原始的构造则可与某些扑翅飞行的鸟类相类比。